# Jing-Mei Chen
Jing-Mei "Deb" Chen, è un personaggio della serie televisiva E.R. - Medici in prima linea interpretato da Ming-Na.

## Storia del personaggio

### Stagione 1
Deb Chen arriva al County General Hospital nella prima stagione; è una giovane e intelligente studentessa di medicina che entra ben presto in competizione con Carter. In realtà viene messa in evidenza la somiglianza di John e Deb: entrambi provenienti da famiglie molto ricche, ambiziosi e con molto talento per la medicina. Nel corso dell'ennesima sfida però, Deb tenta di dimostrare le proprie capacità inserendo ad un paziente un catetere venoso centrale. Ci riesce ma dimentica il filo guida all'interno del torace dell'uomo, che quindi rischia di morire. Dopo aver capito l'errore Deb scappa dal pronto soccorso e quando Carter si reca a casa sua più tardi, lei lo informa di voler abbandonare la medicina attiva per intraprendere la strada della ricerca.

### Stagioni 6-11
Nella sesta stagione Deb ritorna al policlinico, stavolta presentandosi con il nome di Jing-Mei. Spiega alla dottoressa Weaver che i suoi genitori hanno ottenuto la sua assunzione con una cospicua donazione all'ospedale. La dottoressa Chen ritrova il suo vecchio amico Carter e gli racconta che circa sei mesi dopo il suo licenziamento, ha salvato la vita di un uomo in metropolitana e ciò l'ha motivata a proseguire gli studi. Durante la stagione Jing-Mei flirta con il dottor Malucci e successivamente, nella settima stagione, finisce a letto con l'infermiere afroamericano Frank "Rambo" Bacon.
Nella settima stagione la Weaver informa Jing-Mei che è una dei concorrenti per l'incarico di assistente anziano. Lei allora le confida di essere incinta di Frank. La famiglia Chen non prende bene la notizia che Jing-Mei partorirà un bambino di colore e in un certo senso la ripudia. La vigilia di Natale Jing-Mei partorisce un bambino che chiama Michael Alexander, ma dopo mille ripensamenti decide di darlo in adozione ad una donna asiatica e a suo marito afroamericano. Quando la sua domanda per il posto di assistente anziano viene rigettata, Jing-Mei presenta ricorso e riesce ad ottenere l'incarico.
All'inizio dell'ottava stagione, la Chen vive un momento particolare e tutto peggiora quando lei e Malucci, durante un'emergenza, sbagliano la diagnosi della sindrome di Marfan interpretandola come overdose di cocaina causando la morte del paziente. La Weaver, responsabile dell'accaduto perché non era presente in ospedale durante l'emergenza, cerca di coprire il proprio errore e così licenzia Malucci e toglie l'incarico di assistente anziano alla Chen. Il consiglio disciplinare dell'ospedale sospende Jing-Mei per un mese, ma lei si licenzia dopo aver mandato al diavolo Kerry.
Alcuni episodi dopo, Jing-Mei sta facendo shopping con John e gli racconta di non avere ancora trovato lavoro. Inoltre ha scoperto che la Weaver lasciò il cercapersone alla tavola calda la sera in cui lei e Malucci persero il paziente e che quindi anche lei aveva delle responsabilità. La Chen si presenta quindi da Romano e minaccia di fare causa all'ospedale per negligenza se non otterrà indietro il suo posto. La Weaver è costretta a subire l'umiliazione, ma lei e Jing-Mei riescono a tornare ai rapporti sereni di prima, stupendo i colleghi per la loro professionalità.
Nell'ottava stagione Jing-Mei inizia una relazione col collega Greg Pratt, che continuerà fino al suo abbandono della serie, e stringe una solida amicizia con Susan Lewis e Abby Lockhart. È costretta a tornare in Cina quando le giunge la notizia che sua madre è morta in un incidente stradale, e successivamente alla sua morte si deve prendere cura del padre malato terminale e affetto da demenza senile. In un'occasione il padre, che mal sopporta le cure, la colpisce facendole un occhio nero.
Nel finale della decima stagione è a bordo dell'auto di Pratt quando questo ha un alterco con un altro automobilista, il quale inaspettatamente estrae un'arma e apre il fuoco. L'auto sbanda e finisce nel Fiume Chicago. L'undicesima stagione si apre con Pratt e Chen feriti che vengono operati e salvati dai loro colleghi del policlinico, mentre il terzo occupante della macchina, un paziente di Pratt di nome Elgin, muore.
Chen si licenzia dal policlinico quando la Lewis, nel frattempo divenuta primario di pronto soccorso, si rifiuta di concederle un permesso per la vigilia di Natale richiesto per prendersi cura di suo padre. Continua a frequentare Pratt, il quale viene a sapere che il padre di Chen le sta chiedendo insistentemente di essere sottoposto ad eutanasia. Quando lei cede alle sue richieste somministrandogli una dose letale di potassio, Pratt la copre dichiarando che il padre è morto nel sonno.
Jing-Mei ritorna in Cina per seppellire il padre uscendo così di scena. A differenza di altri personaggi principali non viene data alcuna informazione su cosa ne sia stato di lei dopo il suo abbandono.